# 3919 Maryanning
3919 Maryanning este un asteroid din centura principală, descoperit pe 23 februarie 1984 de Henri Debehogne.